# Lorenzo II de Médici
Lorenzo II de Médici (en italiano Lorenzo di Piero de' Medici; Florencia, 12 de septiembre de 1492-Villa medicea de Careggi, 4 de mayo de 1519) fue un gobernante italiano.  
Nacido en el seno de la familia Médici, gracias a su tío el papa León X fue signore de Florencia, capitán general de la Iglesia, duque de Urbino  y padre de Catalina de Médici antes de su precoz muerte. 
Nicolás Maquiavelo le dedicó su conocida obra El príncipe, aunque no se conoce con exactitud el objetivo de dicha dedicatoria.

## Primeros años

### Familia
Nacido en Florencia, fue hijo de Piero de Médici y Alfonsina Orsini. Los Médici eran la familia principal de la República de Florencia, que desde hacía sesenta años habían ocupado hereditariamente la signoria, tanto su tatarabuelo Cosimo, como su bisabuelo Piero, su abuelo Lorenzo el Magnífico, casado con Clarisa Orsini, y su padre.  
Por parte de madre era nieto del conde de Tagliacozzo Roberto Orsini, de la no menos ilustre Casa de Orsini, y de Catalina de Sanseverino, de la nobleza napolitana.  
Tuvo una hermana llamada Clarice.

### Infancia y juventud en el exilio

Italia en 1494.

Cuando Lorenzo tenía dos años de edad, el rey Carlos VIII de Francia metió sus tropas en Italia de camino a la conquista del Reino de Nápoles; a su paso por Florencia, Piero cedió a los franceses varias fortalezas, lo que motivó un levantamiento popular alentado por el fraile dominico Girolamo Savonarola que terminó con la expulsión de los Médici.  
Lorenzo fue enviado a Urbino y después a Venecia bajo la tutela de Girolamo Lippomano hasta que en 1500 su madre lo reclamó junto a sí en Roma, acogidos por sus parientes los Orsini; posteriormente ambos residieron en Montecassino y Gaeta, siguiendo al ejército que su padre comandaba en apoyo de los franceses en la guerra de Nápoles.  Cuando en 1503 el padre murió accidentalmente durante la batalla del Garellano, la familia quedó bajo la protección de Bartolomeo d'Alviano.
La educación de Lorenzo prosiguió en Roma bajo la tutela de Guarino Favorino, con quien aprendió el latín y el griego, aunque siempre se mostró más aficionado a la caza y a las mujeres que al estudio. Cerca de 1510 tuvo un hijo ilegítimo, Alessandro, que después fue reconocido. 

### Regreso de los Médici a Florencia
En 1508 el papa Julio II había firmado la Liga de Cambrai con Francia, Aragón y el Sacro Imperio para mermar la influencia de Venecia en el norte de Italia, pero después de conseguir sus objetivos las alianzas habían cambiado, y en 1511 el mismo papa había concertado la Liga Santa contra Francia, que mantenía el poder sobre el Ducado de Milán y la República de Génova.  El único aliado de Francia en Italia era Florencia, y contra ésta se dirigió un ejército español bajo el mando de Ramón de Cardona que debía restaurar a los Médici en el gobierno según lo establecido en el Congreso de Mantua de agosto de 1512.  
A finales de ese mes los españoles saquearon Prato provocando una masacre; Florencia se rindió pactando el pago de una fuerte suma de dinero, el exilio del gonfaloniero Piero Soderini y el retorno de los Médici, dieciocho años después de su expulsión.

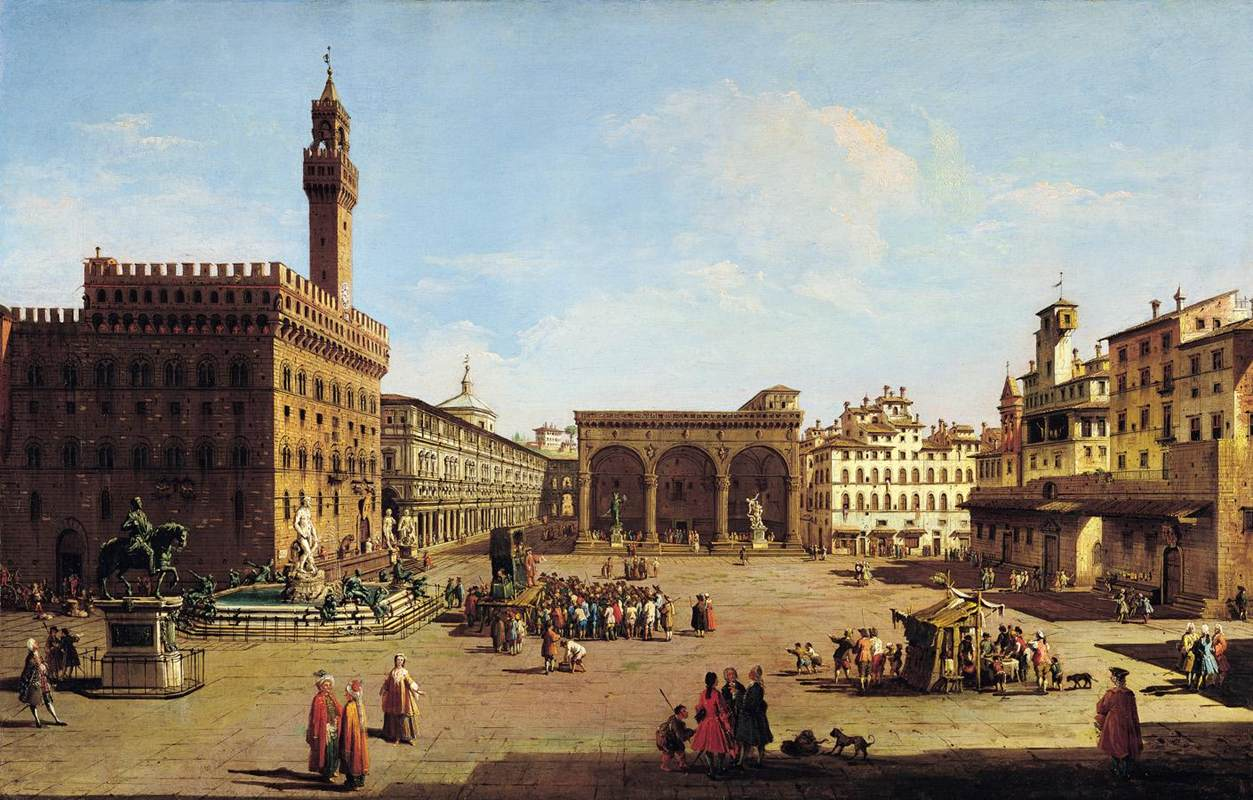
Plaza de la Signoria, con el palacio a la izquierda.

En principio regresaban como ciudadanos privados sin ningún cargo de gobierno en la república, pero el 16 de septiembre Juliano de Médici y sus afines ocuparon con hombres armados el Palacio de la Signoria donde se encontraban reunidos los magistrados del consejo de gobierno de Florencia mientras las tropas de Paolo Vitelli ocupaban las calles en su apoyo, e impusieron una reforma de las leyes y de las instituciones mediante la cual quedaron como dueños de la ciudad.
La población acogió el cambio con diversidad de opiniones: fueron numerosos los partidarios de los Médici, aunque no faltaron conspiraciones contra su vida como la que se descubrió en febrero de 1513, por la que fueron ejecutados Pietro Paolo Boscoli y Agostino Capponi y condenadas a prisión o destierro varias personas más, entre ellas Niccolò Machiavelli.

## Pontificado de León X
En febrero de 1513 murió el papa Julio II y en el cónclave que siguió resultó elegido papa su tío Giovanni de Médici, que pronto comenzó la práctica intensiva del nepotismo acostumbrado en la época y el ejercicio de la potestad indirecta de la Iglesia con la que afianzó el dominio mediceo sobre Florencia. 

### Signorede Florencia
En mayo murió el arzobispo de Florencia Cosimo de' Pazzi y el papa nombró en su lugar a su primo Julio.  Juliano, que hasta entonces había ejercido como el hombre fuerte de los Médici en Florencia, marchó a Roma en agosto con el cargo de capitán general de la Iglesia y dejó a Lorenzo el gobierno de la república; a mediados de septiembre ambos, y por extensión todos los Médici, fueron admitidos al patriciado romano, y una semana después el papa creó cardenales a Julio, a su otro primo Innocenzo Cybo y a sus colaboradores Lorenzo Pucci y Bernardo Dovizi.   

### Ambiciones sobre Piombino y Siena
Buscando engrandecer sus estados, Lorenzo centró su atención en el pequeño Principado de Piombino, planeando ocuparlo por la fuerza y derrocar a Jacopo V Appiano, pero hallándose éste bajo la protección del rey Fernando II de Aragón, León X prefirió anexionarse el principado concertando una alianza matrimonial entre Jacopo y su sobrina Emilia, hija de su hermana Contessina, aunque muerta Emilia antes de la boda, el compromiso se concertó con su hermana Clarice.
Frustrada su empresa contra Piombino, Lorenzo planeó apoderarse de Siena, donde tras la muerte de Pandolfo Petrucci sus hijos Borghese y Alfonso se disputaban el gobierno con su primo Raffaello, pero también esta vez el papa León X y el cardenal Julio descartaron apoyar sus planes.

### Capitán general del ejército
Proseguía la guerra de la Liga de Cambrai y en Florencia se alistaron nuevas tropas; en mayo de 1515 Lorenzo fue nombrado capitán general del ejército florentino con el descontento del papa, que alegaba su falta de experiencia militar y la contravención de las leyes, según las cuales un florentino no podía estar a cargo del ejército.  
Francisco I de Francia entraba en agosto con sus tropas en Italia, y por la enfermedad de Juliano, que tenía el mando del ejército pontificio, Lorenzo fue nombrado en su lugar capitán general de la Iglesia, dirigiendo las operaciones militares en Lombardía.  Sin embargo no era su intención enfrentar a las tropas franceses, y en su lento avance terminó por detenerse antes de entrar en combate.  
La victoria de los franceses sobre los suizos en la batalla de Marignano a mediados de septiembre hizo al papa replantearse un acuerdo de paz con los primeros. En octubre León X envió a Lorenzo a Milán para entregar la ratificación del tratado de paz al rey francés, en cuya corte fue recibido con honores.  En noviembre acompañó al papa en su entrada en Florencia y el mes siguiente se halló en Bolonia durante la entrevista que allí mantuvieron el papa y el rey.

### Duque de Urbino
En enero de 1516 el papa comenzó el proceso contra el duque de Urbino Francesco Maria I della Rovere: los Della Rovere habían acogido a los Médici durante el exilio de 1494, pero durante la liga italiana contra Francia, Francesco Maria se había entendido con los franceses, faltando a las obligaciones que como vasallo del papa tenía de defenderle.   Citado a Roma para justificar su actitud, Francesco Maria se negó a comparecer y a mediados de marzo fue despojado de su autoridad; Lorenzo fue enviado al frente de un ejército compuesto por tropas florentinas y pontificias, y tras la huida de Francesco Maria a Mantua con su suegro Francisco II Gonzaga, tomó el ducado a finales de mayo con poca resistencia, mientras en Roma muchos consideraban que toda la operación era más un intento de engrandecer al sobrino del papa que un acto de justicia contra el duque.  El 16 de agosto Lorenzo recibió la investidura del ducado, pero en enero de 1517 Francesco Maria volvió con un pequeño ejército y retomó Urbino. Lorenzo salió nuevamente hacia allí, acompañado por Renzo da Ceri, Giulio Vitelli y Guido Rangone.
En marzo, mientras Lorenzo reconocía las murallas de Mondolfo, un español apellidado Robles de los trescientos que custodiaban la fortaleza a sueldo de Francesco María, le acertó un arcabuzazo en la parte izquierda del cráneo y el cuello.  Fue evacuado a Senigallia y de allí a Ancona, donde los médicos le practicaron una trepanación para extraer los restos de metralla.  En Florencia se difundió el rumor de que el duque estaba muerto y enterrado en Loreto, pero dos meses después, ya restablecido, reentraba en la ciudad.
No volvió a Urbino, a pesar de las exhortaciones del papa para que lo hiciera; las tropas pontificias prosiguieron la campaña, y en septiembre de 1517 se consiguió reconquistar el ducado, pactando con Francesco Maria la reversión del mismo en la primera sede vacante, la amnistía general y el pago a su ejército de las pagas atrasadas.  Los enormes gastos de la guerra de Urbino dejaron la hacienda pontificia vacía.

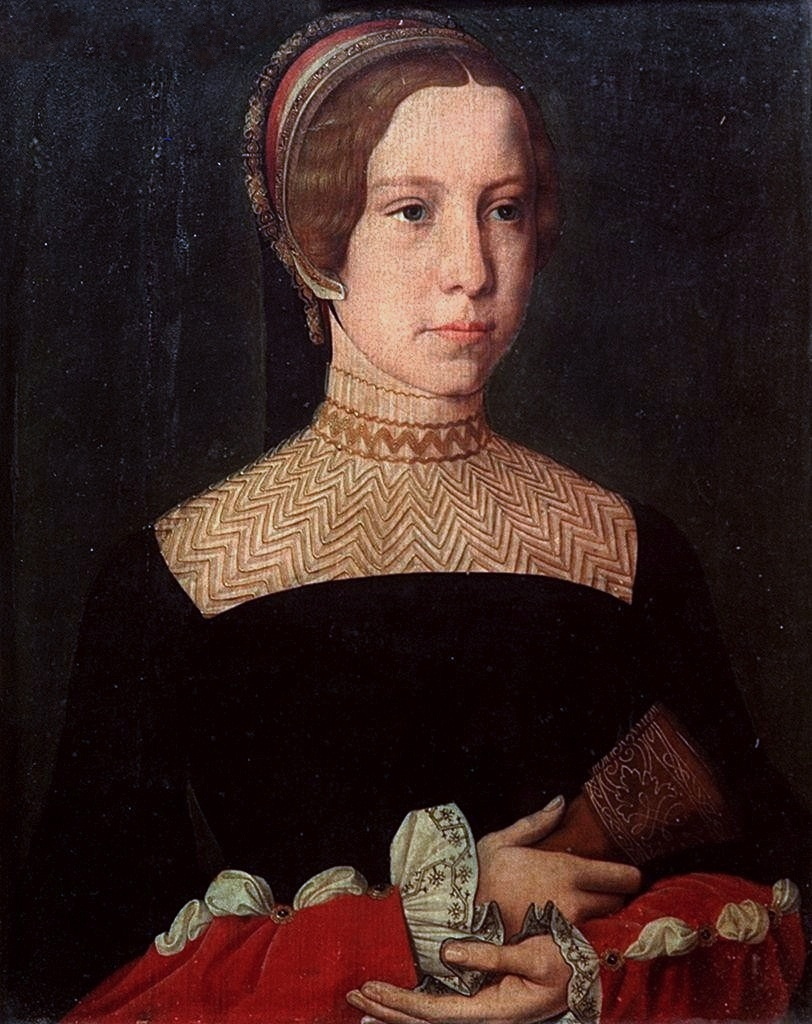
Su esposa Magdalena de la Tour de Auvernia.

### Matrimonio
Se planteó la posibilidad de su boda con alguna de las hijas del rey de Navarra Juan III de Albret, pero queriendo afianzar su alianza política con Francia, el papa prefirió un enlace con la casa real de este país.  
Desde finales de 1517, el embajador florentino en Francia Francesco Vettori y el nuncio Giovanni Staffileo ajustaron con el señor de Lescun Thomas de Foix y el obispo de Saint-Malo Denis Briçonnet el tratado matrimonial entre Lorenzo y Magdalena de la Tour de Auvernia, hija del conde de Auvernia, que por su madre Jeanne de Borbone-Vendôme estaba emparentada con la casa real francesa.  
En marzo de 1518 Lorenzo viajó a Francia,  y en nombre del papa ofició como padrino del delfín Francisco III de Bretaña.  La boda se celebró en el castillo de Amboise en mayo en medio de suntuosas fiestas a las que asistió la principal nobleza francesa; la novia recibió como dote el condado de Lavaux y Lorenzo fue nombrado caballero de la Orden de San Miguel; en septiembre la pareja regresó a Florencia, donde las autoridades y la población les hicieron una solemne recepción.
Tuvieron una única hija, Catalina, que nació tres semanas antes de la muerte de Lorenzo. Esta niña fue posteriormente la famosa Catalina de Médici, esposa del rey Enrique II de Francia.

### Muerte
Tras un viaje a Roma para visitar al papa, a principios de noviembre regresó a Florencia y pocos días después cayó enfermo con episodios intermitentes de fiebre, debilidad, insomnio, dolor de cabeza y de vientre, vómitos y diarrea.  
En enero de 1519 mejoró hasta el punto de emprender un viaje a caballo hasta Poggio a Caiano, pero un repentino empeoramiento le obligó a quedarse allí hasta que en abril fue trasladado en litera nuevamente a Florencia.  
Murió en mayo a los veintiséis años de edad, seis días después que su mujer.
Fue voz común entre los historiadores de su tiempo que su muerte fue causada por la sífilis y que fue él quien la había contagiado a su mujer, aunque estudios forenses de principios del siglo XX, sin descartar que padeciera esta enfermedad, atribuyeron su fallecimiento a la tuberculosis y el de su esposa a una fiebre puerperal, basándose principalmente en los síntomas y tratamiento detallados en la correspondencia de su secretario Goro Gheri.

## Sepultura

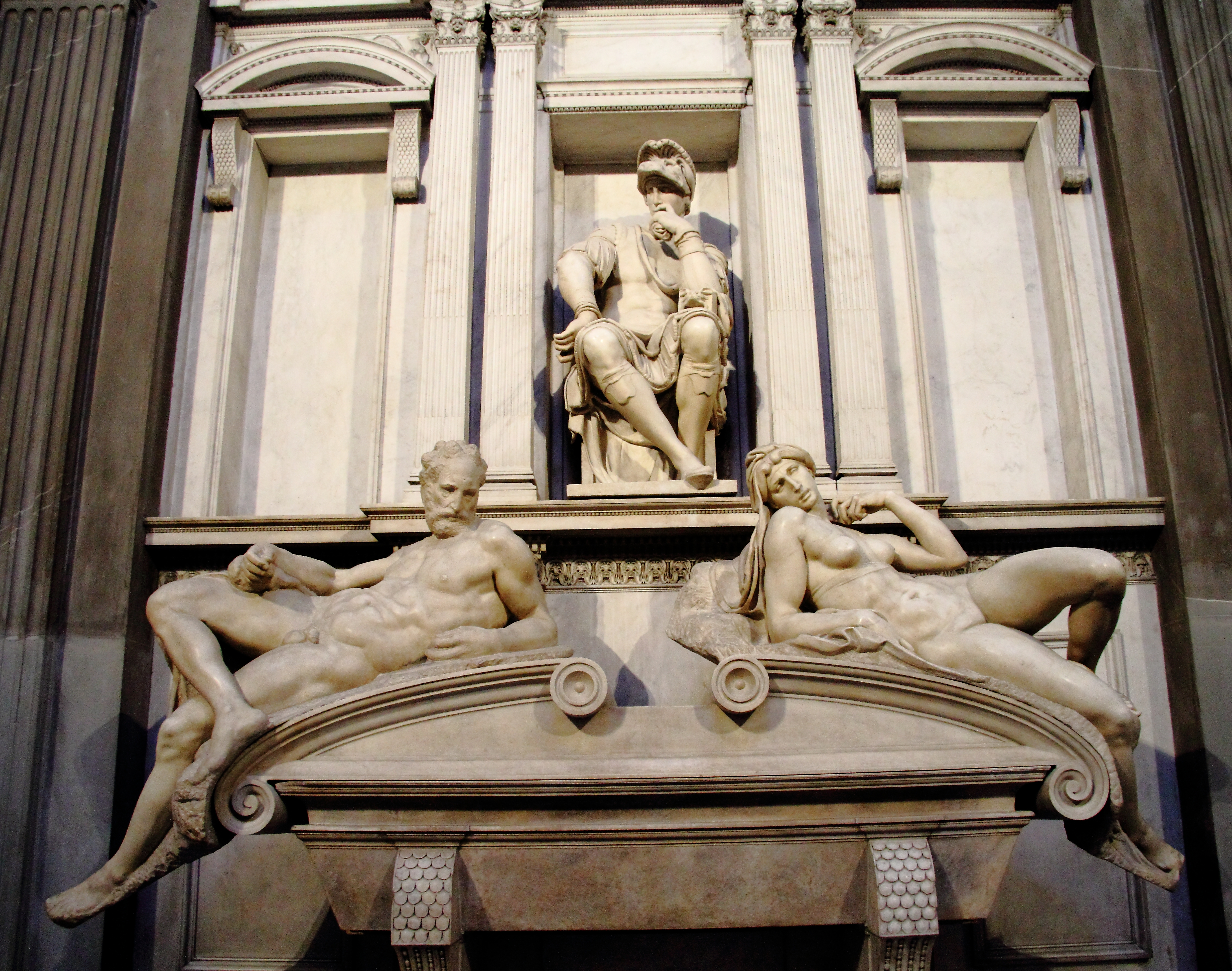
Su sepultura en San Lorenzo de Florencia.

Fue sepultado en la Capilla de los Médici de la Basílica de San Lorenzo de Florencia junto a su tío Juliano, su abuelo Lorenzo y su tío abuelo Juliano.  
León X y Clemente VII encargaron a Miguel Ángel el diseño y la ejecución de un imponente monumento fúnebre adornado por las estatuas del Crepúsculo y la Aurora y una tercera estatua que representa al propio Lorenzo.
Con él se extinguió la línea masculina legítima de su abuelo Lorenzo de Médici.  A su muerte, el control de Florencia fue asumido por el arzobispo de Florencia Julio de Médici (primo de su padre), quien en 1523 fue elegido papa como Clemente VII.  Este perdería el control de la República florentina durante la guerra de la Liga de Cognac.  Reconciliado con el emperador Carlos V y retomando el mando del país nombró al joven Alejandro de Médici, como duque de Florencia en 1532.

## Sucesión
| Predecesor: Juliano de Médici              | Signore de Florencia 1513-1519 | Sucesor: Julio de Médici                |
| Predecesor: Francesco Maria I della Rovere | Duque de Urbino 1516-1519      | Sucesor: Francesco Maria I della Rovere |